# کاربتوپندسینیوم برمید
کاربتوپندسینیوم برمید (به انگلیسی: Carbethopendecinium bromide) با فرمول شیمیایی C21H44BrNO2 یک ترکیب شیمیایی با شناسه پاب‌کم 9322 است. که جرم مولی آن ۴۲۲٫۴۸ گرم بر مول می‌باشد. 